# Crkva sv. Martina (Dubrava)
Crkva sv. Martina u Dubravi, rimokatolička crkva u mjestu i općini Dubrava, zaštićeno kulturno dobro.

## Opis dobra
Crkva je dio nekadašnje gotičke župne crkve spomenute 1315. godine od koje je sačuvano jedino svetište. Crkva je razorena od Turaka, obnovljena sredinom 17. stoljeća, a 1819. godine dijelom porušena, nakon čega je formirana postojeća kapela. Manjih je dimenzija i pravokutnog tlocrta s poligonalnom apsidom. Iako trenutno ima strop, izvorno je bila svođena gotičkim križno-rebrastim svodom, o čemu svjedoče elementi poput dijelova rebara i peta svodova. Sačuvani su i ostali arhitektonski elementi poput trijumfalnog luka i srednjovjekovnih šiljatolučnih prozorskih niša s otvorima. Na zidu začelnog dijela svetišta, kao i unutar prozorskih niša otkriven je vrijedan gotički oslik s prikazom figura svetaca.

## Zaštita
Pod oznakom Z-2301 zavedena je kao nepokretno kulturno dobro - pojedinačno, pravna statusa zaštićena kulturnog dobra, klasificirano kao "sakralna graditeljska baština".